# 幇助
幇助（ほうじょ）とは、刑法において、実行行為以外の行為で正犯の実行行為を容易にする行為一般を指す。
幇助行為を行った者は、b:刑法第62条1項で従犯（幇助犯）とされる。従犯（幇助犯）が成立するためには、正犯を幇助する行為と意思が必要であり、さらに被幇助者（正犯）の実行行為があったことを要する。ただし幇助を独立罪とする場合もある。幇助犯は狭義の共犯であるとされる。

## 概説
例えば、AがB殺害の凶器となった拳銃を犯人Cに交付した行為や、勤め先に強盗が入ることを知ったDが店の金庫の鍵を開けておく行為などが、幇助にあたる。手段、方法は問わない。上記例のように物理的に実行行為を促進する行為（物理的幇助）はもとより、行為者を励まし犯意を強化するなど心理的に実行行為を促進した場合（精神的幇助）も、幇助となる。インターネット上で削除義務のある管理者が違法な投稿の存在を認識しておきながら、放置した場合も幇助罪が成立する。インターネット掲示板に寄せられた誹謗中傷投稿を放置した管理者が名誉棄損幇助罪で書類送検された例がある。
幇助の概念は曖昧であり、あらゆる行為を犯罪としかねない危険性があるため、幇助犯の成立を安易に認めることは避けなければならない。例えば、強盗に使用された包丁を売り渡したホームセンターの店員の行為や、海賊版DVDの作成に使用されたコンピューターやメディアなどを供給した電器店の行為など、本来、犯罪行為とは無関係な法的に否認されていない中立的行為による幇助について、どのように処罰範囲を限定するか、近時、議論が高まっているが、そもそも犯罪についての故意が全く認められないことから犯罪となる可能性は全くない。
なお、実際の運用では、複数人が犯罪に関与した場合、大半は共同正犯として処理され、幇助犯として処罰される場合は極めて少ない（1/10程度）。幇助として処罰されるのは、賭博開帳の見張りがほとんどである。
幇助犯の法定刑は、正犯の刑を減軽した刑である（必要的減軽）。ただし、法律上、幇助犯の処断刑が正犯の処断刑より下であることまでは求められてはない（理論上では、例えば、情状などによりそれぞれの処断刑について、正犯が法定刑の下限で、幇助犯が法定刑の上限となったというような場合に、処断刑が逆転する余地はある）。

## 実行従属性
幇助犯が処罰されるには、正犯者が実行に着手したことを要する。上の例で言えば、拳銃を交付したけれどもCが殺人に着手しない時点で犯意を放棄して犯罪を中止した場合や、結局、勤め先に強盗は入らなかったという場合には、幇助犯は成立しない。このような性質のことを、実行従属性という。
実行従属性が求められる理由は、主に二つある。第一に、幇助という概念は正犯の実行行為の存在を前提とし、正犯者の実行行為がいまだ存在しない段階では、行為は幇助行為と言えないという理由（形式的根拠）、第二に、幇助犯の処罰根拠は、正犯の実行行為を通じて法益侵害の危険性を高めた点にあるが、正犯が実行に着手しない段階では、法益侵害の危険性を高めたとは言えないという理由（実質的根拠）である。
ただし、共犯独立性説に立った場合には、実行従属性は不要となり、幇助行為が行われた時点で犯罪は完成する。

## 幇助の因果関係
正犯の実行行為と結果との間に条件関係が存在する必要があることは当然であるが、幇助行為と実行行為との間にも同様の条件関係を要求するかについては、争いがある。判例・通説は、幇助は正犯の実行行為を促進する行為であるから、実行行為を通じて結果発生を促進したといえればよく、条件関係は不要とする。
例えば、上の例で、拳銃を交付したが実際は毒で被害者を殺害したという場合には、交付行為と実行行為との間に条件関係は存在しないことになるが（交付行為がなくても被害者は殺されていた）、拳銃の受領によって犯人が犯意を強化されるなどして心理的に実行行為を容易にし結果発生は促進されているから、交付行為は幇助犯として可罰的であるということになる。
その他、共犯独立性説に立ち因果関係自体を不要とする説や、結果を個別的に捉えて条件関係の存在を肯定する説（交付行為がなくても殺されたかもしれないが交付行為があったことによって殺害時間等に変更が生じたのならば、そのような意味で、現に生じた殺害行為は交付行為がなければ生じなかった実行行為として捉えることができる）などがある。

## 片面的幇助
幇助行為がなされたが、正犯が幇助されたことを認識していない場合を、片面的幇助と言う。
片面的幇助の場合、幇助行為と実行行為には心理的な因果性がないので、精神的幇助が成立する余地はないが、幇助行為と実行行為に物理的な因果性があれば、物理的幇助として幇助となる。正犯が幇助を受けている認識は不要である。

## 幇助行為を独立の罪とするもの
- 自殺幇助罪
- 現場助勢罪
- 内乱幇助罪
- 国家公務員法111条、地方公務員法62条、軽犯罪法3条

など